# Pachythrix fuscipennis
Pachythrix fuscipennis là một loài bướm đêm trong họ Noctuidae.